# Andrew Mackenzie
Andrew Stewart Mackenzie, född 20 december 1956, är en brittisk företagsledare som är styrelseordförande för det multinationella petroleumbolaget Shell plc sedan den 18 maj 2021 när han efterträdde amerikanen Charles O. Holliday på posten.
Han avlade en kandidatexamen i geologi vid Saint Andrews-universitetet och en doktor i organisk kemi vid universitetet i Bristol. Efter studierna började han 1983 arbeta för petroleumbolaget BP och hade flertal olika chefstitlar, däribland CTO. År 2004 bytte han från att arbeta som högste chef för BP:s avdelning för petrokemi mot att arbeta som högste chef för avdelningen rörande industriell material hos gruvföretaget Rio Tinto. Året därpå blev Mackenzie utsedd till att vara ledamot för el- och gasleverantören Centrica. Mellan juni och november 2007 ledde han Rio Tintos avdelning rörande bland annat diamanter. I november 2008 lämnade han Rio Tinto för konkurrenten BHP Billiton när han blev chef för BHP:s avdelning för icke-järnmetallurgi. I februari 2013 utsågs Mackenzie till ny VD för BHP Billiton, en position han hade fram tills den 31 mars 2019. Den 1 oktober 2020 utnämndes han till att vara ledamot för Shells koncernstyrelse.
Under oktobermånad 2020 blev han dubbad till knight.